# Double Sin and Other Stories
Double Sin and Other Stories är en novellsamling skriven av Agatha Christie och publicerad i USA 1961. Samlingen innehåller åtta noveller och publicerades inte i Storbritannien, men alla berättelserna publicerades i andra brittiska samlingar (se brittiska bokframträdanden av berättelser nedan). Boken har inte översatts till svenska men fem av novellerna ingår i Poirots problem, Äventyret med julpuddingen och En bra kväll för mord (se Innehåll nedan).

## Innehåll
| Engelsk originaltitel       | Svensk översättning        | Del av novellsamling                            |
| --------------------------- | -------------------------- | ----------------------------------------------- |
| Double Sin                  | Miniatyrmålningarna        | Poirots problem                                 |
| Wasp's Nest                 | Getingboet                 | En bra kväll för mord                           |
| The Theft of the Royal Ruby | Äventyret med julpuddingen | Äventyret med julpuddingen                      |
| The Dressmaker's Doll       |                            | Miss Marple's Final Cases and Two Other Stories |
| Greenshaw's Folly           | En klenod till samlingen   | Äventyret med julpuddingen                      |
| The Double Clue             | De två ledtrådarna         | Poirots problem                                 |
| The Last Seance             |                            | The Hound of Death                              |
| Sanctuary                   |                            | Miss Marple's Final Cases and Two Other Stories |

## Publicering
I USA publicerades novellerna i följande tidskrifter:
- The Double Clue: Augusti 1925 (volym 41, nummer 4) av Blue Book Magazine med en okrediterad illustration.
- The Last Seance: Novembernumret 1926 av tidskriften Ghost Stories under titeln The Woman Who Stole a Ghost.
- Wasp's Nest: 9 mars 1929 nummer av Detective Story Magazine med titeln The Worst of All.
- Double Sin: 30 mars 1929 nummer av Detective Story Magazine med titeln By Road or Rail.
- Sanctuary: följetong i veckotidningsbilagan This Week i två nummer från den 12 till den 19 september 1954 med titeln Murder at the Vicarage (ej att förväxla med romanen Mordet i prästgården) med illustrationer av Robert Fawcett.
- Greenshaw's Folly: mars 1957 (volym 29, nummer 3) nummer av Ellery Queen's Mystery Magazine, oillustrerad.
- The Dressmaker's Doll: Juni 1959 (volym 33, nummer 6) nummer av Ellery Queen's Mystery Magazine, oillustrerad. Artikeln hade tidigare publicerats i Kanada den 25 oktober 1958 i tidskriften Star Weekly.
- The Theft of the Royal Ruby: följetong i veckotidningsbilagan This Week magazine i två omgångar från 25 september till 2 oktober 1960 med illustrationer av William A. Smith.